# محمدامین فرج‌زاده
محمدامین فرج‌زاده (زادهٔ ۱۳۲۰ در فین) نماینده‌ی حوزه‌ی انتخابیه بندرعباس، حاجی‌آباد، قشم و ابوموسی در دورهٔ هشتم مجلس شورای اسلامی بوده‌ است.
وی پیش از این به مدت پنج سال از ۱۳۷۱ تا ۱۳۷۶ شهردار بندرعباس بوده است.